# Chalcopsitta atra
El lori negro (Chalcopsitta atra) una especie de ave psitaciforme de la familia Psittaculidae.

## Distribución geográfica
Es endémica de la provincia indonesia de Nueva Guinea Occidental, pues solo habita ciertas selvas del oeste de Nueva Guinea y algunas de las islas Raja Ampat.